# Động đất Morobe 2022
Động đất Morobe 2022 (tiếng Anh: 2022 Papua New Guinea earthquake) là trận động đất xảy ra vào lúc 09:46:55 (theo giờ địa phương), ngày 11 tháng 9 năm 2022. Trận động đất có cường độ 7,6 hoặc 7,7 richter, tâm chấn độ sâu khoảng 116 km. Hậu quả trận động đất đã làm 21 người chết, 42 người bị thương.